# Kimbirila Sud
Kimbirila este o comună din departamentul Samatiguila, regiunea Kabadougou, Coasta de Fildeș.